# Голубинський Дмитро Михайлович
Дмитро Михайлович Голубинський (справжнє прізвище — Тростянський; нар. 17 (29) листопада 1880, хутір Голубинський, нині Волгоградської області, РФ — пом. 29 січня 1958, Одеса) — український і російський радянський актор, народний артист УРСР (1947).

## Життєпис
Працював у театрах Росії, Єлисаветграда (нині Кропивницький), Сімферополя, Дніпропетровська (нині — Дніпро).
Від 1928 — актор Дніпропетровського драматичного театру.
1932—1933 — актор Київського театру російської драми імені Лесі Українки.
1933—1944 — актор Театру Київського особливого військового округу.
1944—1954 — актор Драматичного театру Одеського військового округу. 1954 року цей армійський театр (нині — Львівський академічний драматичний театр імені Лесі Українки) переїхав до Львова.
1952 — лауреат Державної премії СРСР.

## Ролі
- Дід Тарас («Партизани в степах України» О. Корнійчука)
- Безсеменов («Міщани» М. Горького)
- Клавдій («Гамлет» В. Шекспіра)
- Пешек («Прага залишається моєю» Буряківського, Державна премія СРСР, 1952)
- Костюкович («Костянтин Заслонов» Мовзона)

## В кіно
- Вова на війні (1916)
- Старий партієць («Молодість», 1934, режисер Л. Луков, Українфільм)
- Пан Хлопицький («Кармелюк», 1938, режисер Г. Тасін, Одеська кіностудія)
- Ксьондз Йорис («Зигмунд Колосовський», 1945, режисери С. Навроцький, Б. Дмоховський, Київська кіностудія)
- Хірург Іван Германович («Суворий юнак», 1935, режисер А. Роом, Українфільм)